# St. Joseph (Nasławice)

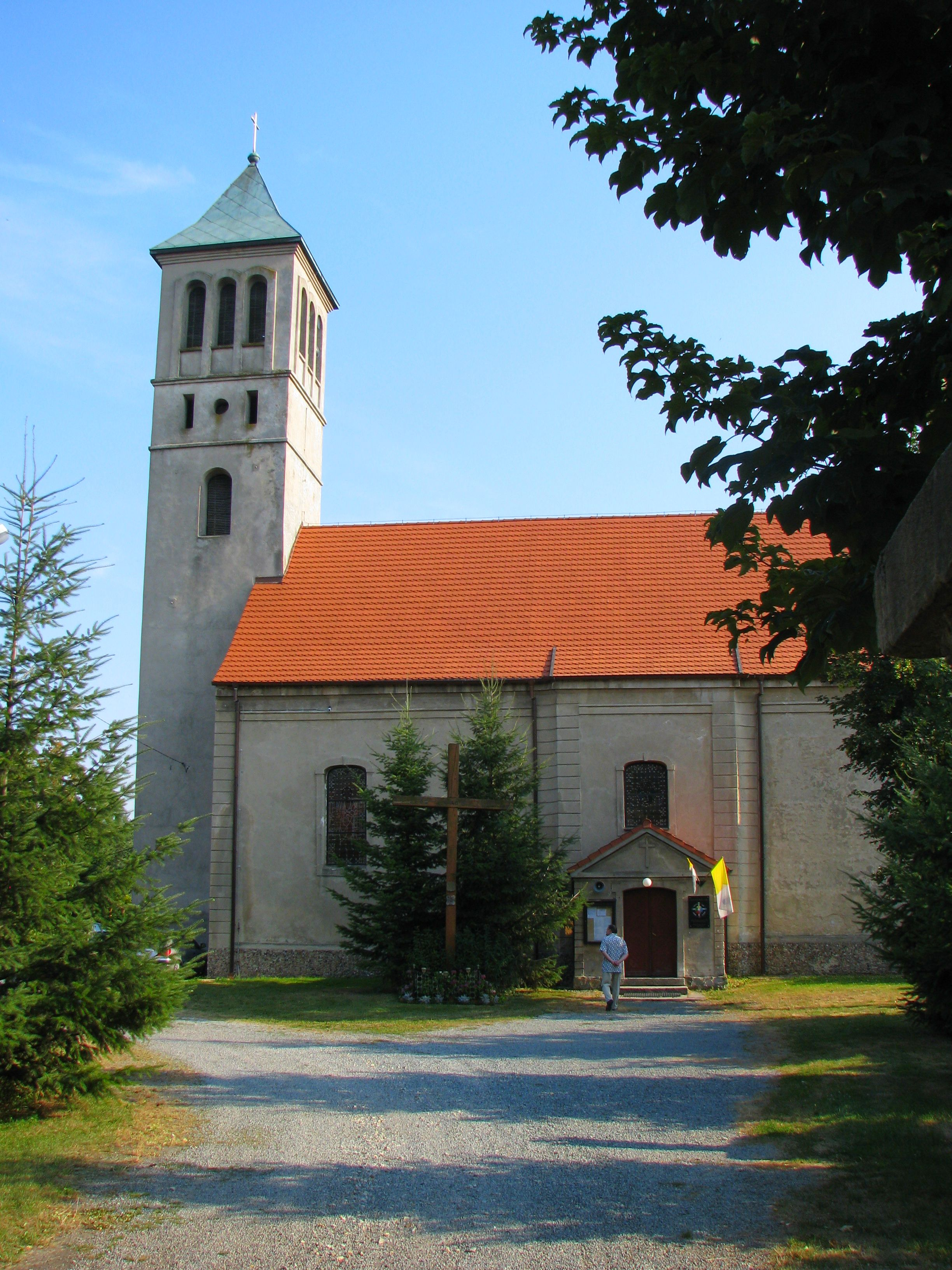
Katholische Pfarrkirche St. Joseph

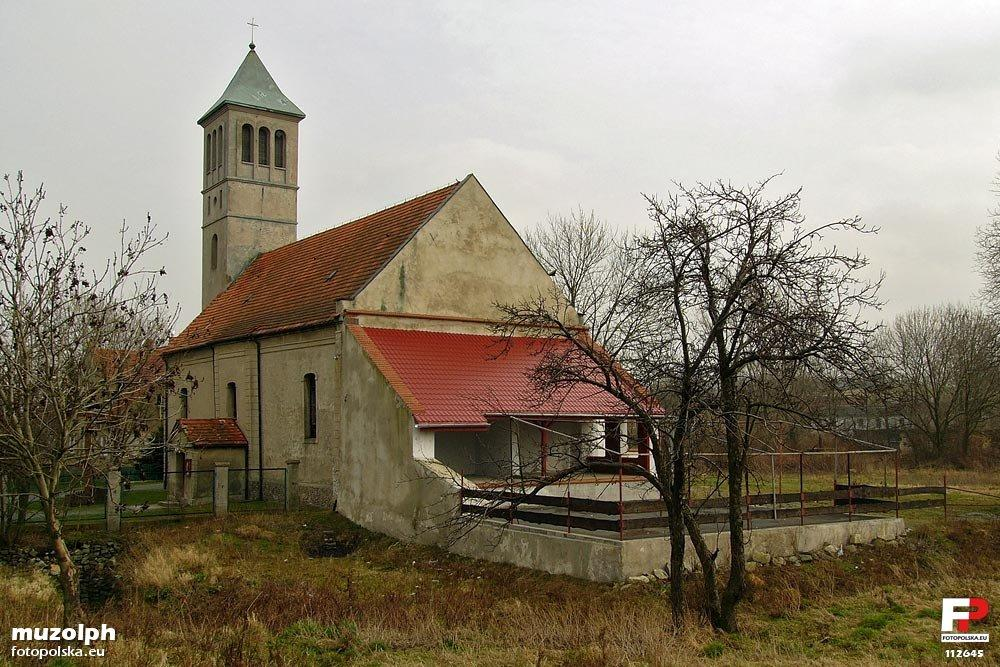
Seitenansicht mit Mauerresten des Schlosses

Die römisch-katholische Pfarrkirche St. Joseph (polnisch Kościół parafialny pw. św. Józefa Oblubieńca) in Nasławice (deutsch Naselwitz), einem Dorf der Stadt- und Landgemeinde Sobótka (Zobten) in der Woiwodschaft Niederschlesien, geht auf eine 1766 angebaute Schlosskapelle zurück. Sie ist als Baudenkmal geschützt.

## Geschichte

### Vorgeschichte
Die Ersterwähnung von „Nazlowicz“ erfolgte 1312, als Herzog Boleslaw III. von Schlesien, der seit 1311 auch Herzog von Brieg war, das Gut dem Werner von Panowiecz übereignete. Die Pfarrkirche von Naselwitz wurde im Register des Päpstlichen Nuntius Gallhardus von 1335 als „ecclesia in Naslowicz“ erstmals erwähnt. Wie auch der Nachbarort Wilschkowitz dürfte Naselwitz früh an das Klarissenkloster Breslau gefallen sein, das bis zur Säkularisation 1810 die Grundherrschaft ausübte. 1461 verkaufte Heinz Frankenberg dem Klarissenkloster fünf Huben Erbzins. Unter der Herrschaft des Liegnitzer Herzogs Friedrich II., der ein eifriger Förderer der Reformation war, erhielt Naselwitz 1534 einen lutherischen Geistlichen. 1535 verfügte Friedrich II. in seinen Herrschaftsgebieten eine Sakramentenordnung und 1542 eine Kirchenordnung, die sich an Wittenberger Vorgaben orientierte. 1660 verzichtete Maria von der Leipe zu Schwentnig zu Gunsten des Klarissenklosters auf ihre empfangenen Gelder für das Vorwerk Naselwitz. Nach dem Tod des Herzogs Georg Wilhelm von Liegnitz fiel Naselwitz zusammen mit dem Herzogtum Brieg 1675 durch Heimfall an Böhmen zurück. Anschließend wurde die Gegenreformation durchgeführt. 1678 wurde die Kirche den Protestanten entzogen und im Zuge der Altranstädter Konvention 1707 restituiert. Nach dem Tode des örtlichen Pastors Karl Friedrich Freytag 1711, dessen Leichnam provisorisch in der Pfarrscheune versenkt wurde, um ihn 1712 auf den Friedhof der evangelischen Pfarrkirche von Klein Kniegnitz zu überführen, ließ die Obrigkeit erneut die Pfarrkirche für die evangelische Gemeinde schließen. Die Predigten fanden darauf eine Zeit lang provisorisch im Pfarrhaus statt.  

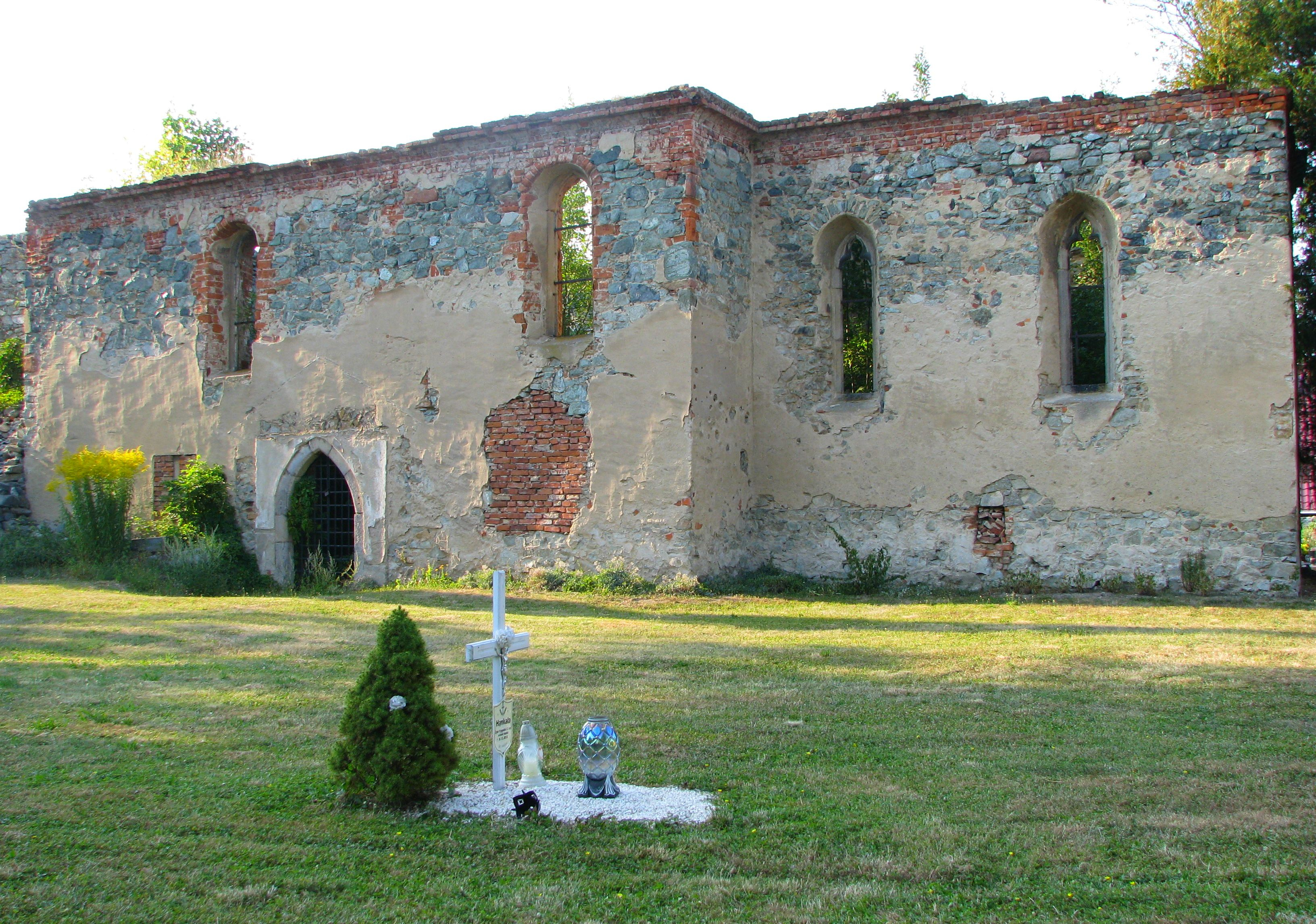
Ruine der alten evangelischen Pfarrkirche

### Neubau
Nachdem im Zuge der preußischen Herrschaft in Schlesien die Pfarrkirche 1742 abermals den Protestanten zugesprochen worden war, ließen die Klarissen eine neue katholische Kapelle an den Flügel des Schlosses anbauen. Nach der Säkularisation 1810 stand das Gotteshaus unter königlich-preußischem und fürstbischöflichem Kirchenpatronat. Der Kirchturm kam 1859 hinzu. 1898 wurde die Kirche zur eigenständigen Pfarrkirche erhoben. Zur katholischen Pfarrei gehörten Naselwitz, Wilschkowitz, gastweise: Kuhnau, Prschiedrowitz und Schwentnig. Zur Kirche gehörte eine ca. 1766 gegründete katholische Schule mit einem 1821 neu gebauten Schulhaus. Eingeschult waren Kuhnau, Prschiedrowitz, Schwentnig und Strachau. Das sogenannte „Schlössel“ der Klarissen aus dem 17. Jahrhundert wurde in den 2000er Jahren abgerissen. Erhalten haben sich Mauerreste, die der Kirche als Strebepfeiler dienen. Von der alten evangelischen Pfarrkirche blieben nur Fragmente des Langhauses erhalten. 

## Ausstattung
Zur Ausstattung zählen sieben gotische Heiligenfiguren aus der Zeit um 1500 und drei barocke Altäre aus dem 18. Jahrhundert.